# Erwin Ortner

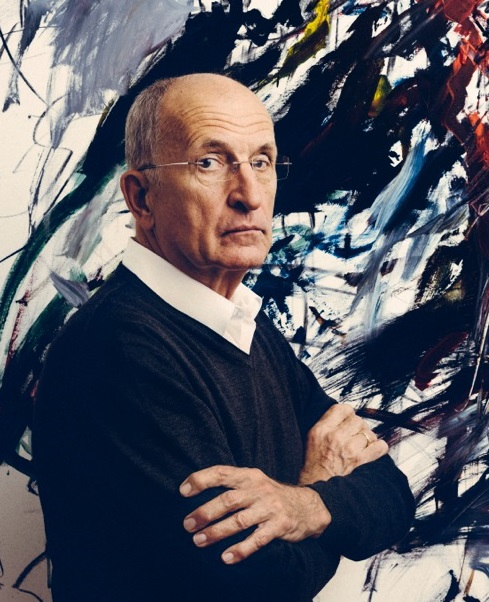
Erwin Guido Ortner (2015)

Erwin Guido Ortner (* 15. Dezember 1947 in Wien) ist ein österreichischer Chorleiter und Dirigent. Er ist Gründer und künstlerischer Leiter des Arnold Schoenberg Chores, mit dem er zahlreiche Auszeichnungen gewann. Er arbeitet auch mit anderen Chören, u. a. im Rahmen des Wiener Chorfestivals.

## Leben und Karriere
Erwin Ortner war Klavierschüler von Christl Hauser, die als erste sein musikalisches Talent erkannte. Später ging er als Mitglied der Wiener Sängerknaben durch die Schule von Ferdinand Grossmann  und tourte mit Gerhard Lang als Sängerknabe um die Welt. Sein erstes Bundesjugendsingen erlebte Ortner mit dem Schulchor des Gymnasiums Stubenbastei.
An der Musikhochschule Wien studierte er Musikpädagogik und Kirchenmusik. 1967 trat er, wie sein Bruder Gerhard Ortner, der Studentenverbindung K.Ö.H.V. Mercuria Wien im ÖCV bei. 1980 trat er mit 33 Jahren als ordentlicher Professor für Chorleitung und chorische Stimmbildung die Nachfolge seines Lehrers Hans Gillesberger an. Von 1996 bis 2002 war Erwin Ortner Rektor der Universität für Musik und darstellende Kunst Wien.
Von 1983 bis zur Auflösung 1995 war Ortner künstlerischer Leiter des Chores des ORF. Am 14. Dezember 2009 wurde er zum neuen Wiener Hofkapellmeister ernannt. Als künstlerischer Leiter der Wiener Hofmusikkapelle ist Ortner für die musikalische Gestaltung der Hochämter in der Wiener Hofburgkapelle verantwortlich.
Erwin Ortner lebt in der Hinterbrühl (Niederösterreich) und war mit der am 7. Oktober 2022 verstorbenen Annemarie Ortner-Kläring verheiratet, der ehemaligen 2. Konzertmeisterin des RSO Wien. Das Paar hat zwei Kinder.

## Gründung des Arnold Schoenberg Chors
Ortner scharte in der Pfarre St. Othmar in Wien-Landstraße einen kleinen Kreis von Altersgenossen um sich, aus dem später der Jugendchor und 1968 der Kammerchor St. Othmar wurde. Mit diesem belegte Ortner als 21-Jähriger noch im selben Jahr den zweiten Platz beim Chorwettbewerb in Spittal an der Drau und gewann den Wettbewerb 1971. Dadurch ermutigt, nahm der Kammerchor 1972 den Namen Arnold Schoenberg Chor an und pflegte eine langjährige, rege Zusammenarbeit mit Nikolaus Harnoncourt. Durch die Zusammenarbeit mit Harnoncourt erlangte der Arnold Schoenberg Chor vermehrt Bekanntheit.
Unter seiner Leitung wurde unter anderem 1996 das gesamte weltliche Chorwerk von Franz Schubert auf sieben CDs aufgenommen. Diese Aufnahme wurde mit dem Preis der deutschen Schallplattenkritik, in Frankreich mit dem Diapason d’or, in Belgien mit dem Prix Caecilia und in Japan mit dem Grand Prize of the Academy Awards 1997 ausgezeichnet. 2001 erhielt er den Grammy Award in der Kategorie Beste Choraufführung für die Aufnahme von J. S. Bachs Matthäuspassion mit Nikolaus Harnoncourt und dem Arnold Schoenberg Chor. 2007 wurde die Wiener Festwochen-Produktion Aus einem Totenhaus von Leoš Janáček mit dem Arnold Schoenberg Chor zur besten Aufführung des Jahres 2007 unter allen Opernproduktionen im deutschsprachigen Raum gewählt. 2010 wurde die CD-Produktion Die Jahreszeiten von Joseph Haydn mit dem Arnold Schoenberg Chor mit dem „Echo Klassik Preis“ ausgezeichnet.

## Erwin-Ortner-Preis
Seit 1988 wird der Erwin-Ortner-Preis zur Förderung der Chormusik an herausragende junge Chorleiter und Komponisten von der Universität für Musik und darstellende Kunst Wien verliehen.

## Auszeichnungen (Auswahl)
- 2024: Niederösterreichischer Kulturpreis: Würdigungspreis für Musik[4]